# Visite à Hans Hartung
Visite à Hans Hartung è un cortometraggio del 1947 diretto da Alain Resnais e basato sulla vita del pittore franco-tedesco Hans Hartung.